# Bilice
Bilice (dříve též i pod jmény Vrulja, Vrulje nebo Vrulje-Bilice, italsky Bilizze) je vesnice a správní středisko stejnojmenné opčiny v Chorvatsku v Šibenicko-kninské župě. Nachází se asi 3 km severně od Šibeniku. V roce 2011 žilo v Bilici celkem 2 307 obyvatel.
Opčina zahrnuje pouze jedno samostatné sídlo, a to Bilici samotnou. Kromě toho se zde však nacházejí osady Stubalj a Vrulje, které leží u pobřeží Prokljanského jezera. Rovněž zahrnuje i osady Bosuć, Bure, Jurasi, Kalik, Lugović, Mihaljevići a Podlukovnik.
Bilicí procházejí župní silnice Ž6091 a Ž6277. Rovněž blízko prochází dálnice A1 a nachází se zde exit 23.